# Fluorimetro a filtro
Un fluorimetro a filtro è un tipo di fluorimetro che con sistema di selezione delle lunghezze d'onda ha dei filtri ottici.
La selezione delle lunghezze d'onda viene fatta con uno o più filtri passa-banda, passa-alto e passa-basso.
Per cambiare lunghezza d'onda è necessario cambiare filtro.
Un fluorimetro a filtri è relativamente economico, se paragonato ad uno spettrofluorimetro. Non consente di acquisire una scansione, ma solo uno o più valori di intensità. Hanno di solito basse prestazioni, ma alcuni fluorimetri a filtro hanno alta sensibilità.

## Filtri
Ci sono due tipi di filtro nel fluorimetro:
1. filtro primario o filtro d'eccitazione o filtro della luce incidente, che isola la lunghezza d'onda d'eccitazione;
2. filtro secondario che isola la lunghezza d'onda di emissione desiderata.